# 東堀留川
東堀留川（ひがしほりどめがわ）は、東京都中央区に存在した河川。日本橋川から北側に入り込む入堀であった。西側には西堀留川があった。

## 歴史
江戸時代以前は、東堀留川・西堀留川と日本橋川の合流地点付近は海岸線であった。一説によると、東堀留川・西堀留川は、不忍池・お玉が池と流れ、この地を河口とする石神井川の下流部であったと言われる。江戸幕府の河川改修により、この河口付近から道三堀（日本橋川の原型）が江戸方向に掘られ、その後、道三堀の先に陸地が造成され、上流部に神田川が開削された。これにより、不忍池より、この地に至る河川（石神井川）も流路が絶たれることとなり、下流部を堀として、残りを廃し、上流部は開削した神田川に付け替えたと言われる。この説によれば、東堀留川・西堀留川は、もともとその名の通り河川であったことになる。
東堀留川のうち、江戸桜通りより上流は関東大震災のがれきにより1928年（昭和3年）に埋め立てられている。さらに、東堀留川は、戦後の残土処理などのため、1948年（昭和23年）から埋立てが始まり、1949年（昭和24年）には消滅している。保健センター付近にあった萬橋は、埋め立てに際して、堀留児童公園の南側に架けなおされている。

## 地理
現在の地名でいうと東堀留川は、中央区日本橋堀留町と中央区日本橋小舟町の境界に位置し、西堀留川は、中央区日本橋小舟町と中央区日本橋本町の境界付近に位置した。東堀留川の跡地は、児童公園や日本橋保健センターなどになっており、川幅に沿ってビルが立ち並び、下流部の屈曲した路地などに跡地の面影を残す。
東堀留川の流路は、日本橋堀留町1-1~2番地、日本橋小舟町13~15番地の東側、日本橋人形町3-番地の西側、日本橋小網町16~17，19番地にあたる。

## 橋梁
内陸側から表記
- 萬橋
- 親父橋
- 思案橋